# Yo Mister
«Yo Mister» — песня американской певицы Патти Лабелль, написанная и спродюсированная Принсом для её альбома Be Yourself 1989 года. Песня стала одной из предтч нарастающего движения в середине 1980-х нью-джек-свинг. Песня заняла 6-е место, попав в десятку лучших в американском хит-параде Hot R&B/Hip-Hop Songs, и стала одной самых популярных песен Лабелль в жанре R&B. Сингл и видеоклип были спродюсированы Крисом Лордом Элджем. Принс записал синтезаторные аранжировки, а также исполнил бэк-вокал параллельно вокалу Патти. Песня была записана в июле 1989 года.

## Музыкальный состав и участники записи
- Патти Лабелль — основной вокал, а также бэк-вокал
- Принс — бэк-вокал, синтезаторные, фортепианные и барабанные, электроинструментальные партии, а также электрогитарные и басгитарные
- Марджи Кокс — бэк вокал (uncredited)

### Участники продюсирования
- Аранжировка, игра на инструментах, продюсирование — Принс
- Запись ремикса — Тимми Регистфорд

## Чарты
| Чарт (1989)                           | Пиковая позиция |
| ------------------------------------- | --------------- |
| США (Billboard Hot R&B/Hip-Hop Songs) | 6               |